# Roadrunners de Tucson
Les Roadrunners de Tucson sont une équipe professionnelle de hockey sur glace de la Ligue américaine de hockey. L'équipe est basée à Tucson en Arizona.

## Histoire
Le 19 avril 2016, les propriétaires des Coyotes de l'Arizona ont acheté les Falcons de Springfield et ont déménagé la franchise à Tucson en Arizona. L'équipe a commencé ses activités lors de la saison 2016-2017.

## Statistiques
| Saison    | PJ | V  | D  | DP | DTB | BP  | BC  | Pts | Classement                    | Séries éliminatoires                               |
| --------- | -- | -- | -- | -- | --- | --- | --- | --- | ----------------------------- | -------------------------------------------------- |
| 2016-2017 | 68 | 29 | 31 | 8  | 0   | 187 | 237 | 66  | 6e place, division Pacifique  | Non qualifiés                                      |
| 2017-2018 | 68 | 42 | 20 | 5  | 1   | 214 | 173 | 90  | 1re place, division Pacifique | 3-1 Barracuda de San José 1-4 Stars du Texas       |
| 2018-2019 | 68 | 34 | 26 | 5  | 3   | 206 | 202 | 76  | 5e place, division Pacifique  | Non qualifiés                                      |
| 2019-2020 | 58 | 36 | 19 | 1  | 2   | 198 | 163 | 75  | 1re division Pacifique        | Séries annulées à cause de la pandémie de Covid-19 |
| 2020-2021 | 36 | 13 | 20 | 3  | 0   | 103 | 126 | 29  | 7e division Pacifique         | Séries annulées à cause de la pandémie.            |
| 2021-2022 | 68 | 23 | 39 | 5  | 1   | 182 | 268 | 52  | 8e division Pacifique         | Non qualifiés                                      |
| 2022-2023 | 72 | 30 | 33 | 8  | 1   | 219 | 245 | 52  | 7e division Pacifique         | 1-2 Firebirds de Coachella Valley                  |
| 2023-2024 | 72 | 43 | 23 | 4  | 2   | 222 | 214 | 52  | 2e division Pacifique         | 0-2 Wranglers de Calgary                           |

## Joueurs et entraîneurs

### Capitaines
- Craig Cunningham (2016)
- Andrew Campbell (2017-2018)
- Dakota Mermis (2018-2019)
- Michael Chaput (2019-2020)
- Dysin Mayo (2021)
- Hudson Fasching (2022)
- Adam Cracknell (2022-2023)
- Steven Kampfer (2023-2024)
- Austin Poganski (2024-)

### Entraîneurs
- Mark Lamb  (2016-2017)
- Mike Van Ryn (2017-2018)
- Jay Varady (2018-2020)
- Steve Potvin (2020-2021)
- Jay Varady (2021-2022)
- Steve Potvin (2022-)